# Rattus elaphinus
Rattus elaphinus är en däggdjursart som beskrevs av Henri Jacob Victor Sody 1941. Rattus elaphinus ingår i släktet råttor, och familjen råttdjur. IUCN kategoriserar arten globalt som nära hotad. Inga underarter finns listade i Catalogue of Life.
Denna råtta förekommer på Sulaöarna med den saknas på ögruppens största ö. Arten vistas i låglandet och i låga bergstrakter. Habitatet utgörs av tropiska skogar samt av trädodlingar nära skogar.